# Перший керченський залізничний міст
Перший керченський залізничний міст — мостовий перехід через Керченську протоку, що існував у 1944—1945 роках та сполучав косу Чушка з Керченським півостровом. За протяжністю був одним із найбільших мостів, побудованих під час німецько-радянської війни, і, в період свого існування, був найдовшим мостом в СРСР. Загальна довжина моста складала 4452 м.
Будівництво розпочалося навесні 1944 року, невдовзі після визволення Криму радянськими військами. Під час будівництва використовувалися матеріали, залишені німецькою армією. Рух було відкрито 3 листопада 1944 року, проте будівельні роботи ще продовжувалися. У грудні через постійні шторми основні роботи довелося припинити; до цього моменту була побудована лише частина льодорізів.
У лютому 1945 року, через три місяці після відкриття моста, його опори було зруйновано льодовом, і міст був розібраний.

## Історія

### Передісторія мосту
Першим, хто серйозно задумався про спорудження мосту через протоку став морський офіцер та інженер Володимир Менделєєв, син творця періодичної таблиці хімічних елементів Дмитра Менделєєва. Його робота «Проєкт підняття рівня Азовського моря запрудою Керченської протоки» вийшла 1899 року, вже після смерті автора.
На початку XX століття в Російській імперії опрацьовувалися проєкти будівництва залізничного мосту через Керченську протоку. Було запропоновано два можливі варіанти маршруту: північний, між Керченським півостровом і косою Чушка, та південний, що пролягав би через Тузлинську косу. З дозволу імператора Миколи II у 1910 році почалося планування південного варіанту маршруту, але Перша світова війна, що почалася, завадила створенню залізниці через протоку.
У 1930-ті роки планувалося прокласти залізницю з півдня України від Херсона через Крим, мостом через Керченську протоку а потім вздовж усього Чорноморського узбережжя Кавказу до Поті. Деталі для мосту через протоку замовили у Німеччині. Через початок німецько-радянської війни ці плани було відкладено

#### Канатна дорога через Керченську протоку
Знову питання про будівництво постійної переправи через протоку постало з початком другої світової війни, і було пов'язане з необхідністю стабільного постачання військ. Так, 1942 року німецькими військами було розпочато будівництво канатної дороги через окуповану ними акваторію Керченської протоки.
Канатна дорога була відкрита 14 червня 1943 року; як писав Альберт Шпеер, вона «худо-бідно забезпечувала потреби 17-ї армії, що знаходилася в обороні». Пропускна спроможність канатної дороги була до тисячі тонн вантажів на добу.

#### Будівництво двох мостів через Керченську протоку за наказом Гітлера
Навесні 1943 року Адольф Гітлер наказав розпочати будівництво п'ятикілометрового автомобільного та залізничного мосту через Керченську протоку для подальшого вторгнення до Ірану через Кавказ. Почалися будівельні роботи, проте наступ Червоної армії не дозволив німецьким військам завершити будівництво. Під час відступу німецьких військ канатна дорога була частково демонтована, а частково висаджена в повітря, ними був і знищений недобудований міст.

#### Відновлення канатної дороги
У лютому 1944 року радянські війська відновили канатну дорогу та використали її для підтримки наступу, пізніше та була розібрана та перебазована до Карпат.

### Створення залізничного мосту

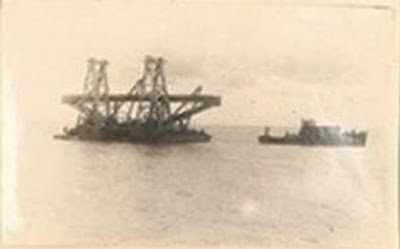
Транспортування опори для мосту через Керченську протоку (1944)

Під час нацистської окупації Криму радянська розвідка ретельно відстежувала стан транспорту на півострові, а відомості про становище на канатній дорозі та будівництво мосту через Керченську протоку виділялися в окремий розділ у повідомленнях. 25 січня 1944 року, ще до звільнення Керчі, що відбулося 11 квітня 1944 року, Державний комітет оборони прийняв постанову про будівництво залізничного мосту через протоку, завершити яке зажадав до 15 липня 1944 року. На час визволення Керчі вже тривали проєктування мостового переходу, підготовчі та будівельні роботи на східному підході до мосту та на спорудженні естакади з боку Кавказу. Для захисту будівництва мосту та діючої переправи від повітряного нападу навесні 1944 року використовувалося 470 зенітних гармат, 294 зенітних кулемета, 132 прожектори, 96 винищувачів та 2 станції радіолокації РУС-2 для наведення винищувачів на повітряні цілі.
Для прискорення введення моста в експлуатацію роботи були розподілені на дві черги, проте заявлені в ухвалі терміни були нездійсненними. Зведення мосту зайняло 7 місяців, перший поїзд від станції Крим до станції Кавказ проїхав 3 листопада 1944 року. При цьому до цього часу були в основному закінчені лише споруди першої черги (створення основних конструкцій мосту), а для захисту його від штормів та льодоходу потрібно було виконати ще низку інших робіт. Погодні умови, що сильно погіршилися, в першу чергу зимові шторми, що почастішали, не дозволили виконати роботи, необхідні для пропуску льодоходу.
Під час шторму навалом баржі бетонного заводу було зруйновано естакаду кавказького берега. З телеграми в ГУВВР Н. А. Холіна та І. М. Павлова від 26 грудня 1944: «Протягом 15 днів шторм не припиняється. Вітер від 7 до 10 балів. Вся естакада зледеніла. Воду перекидає через естакаду. Не можемо зняти з берега буксир „Арарат“ та плавкран. Йде бойка паль на естакаді. Вітер збиває людей, їх міняємо за 4 години, більше не витримують. З води роботи вести не можна. Хвилі сягали до 2 метрів. Шпренгелі скінчилися. Раніше двох тижнів відновлення моста не закінчиться».

### Льодова аварія
Взимку північно-східним вітром з Азовського моря в протоку нагнало кригу, яка 18 лютого 1945 року зруйнувала 32 опори. На той час встигли побудувати лише 5 льодорізів. Пролітні будови впали в море. До 20 лютого було пошкоджено 42 опори. Збереглося 73 опори, естакада та земляна дамба.
За декілька днів до руйнування мостом пройшов поїзд радянської делегації, яка поверталася з Ялтинської конференції, що закінчилася 11 лютого 1945 року.
Безпосередньою причиною аварії була відсутність дієвих заходів щодо протильодового захисту мосту, але урядова комісія виявила і більш серйозні конструктивні та організаційні помилки, що багато в чому випливали з «аврального» характеру робіт, — невідповідність типу дрібнопролітного мосту льодовому режиму в цьому місці протоки, невиконання заходів захисту моста від льоду (що, в тому числі, було і наслідком невірного організаційного рішення — ці заходи, будучи за своєю природою першочерговими, були помилково віднесені до другої черги будівництва), ведення будівництва без вичерпних досліджень і певного технічного проєкту, що означало і невизначеність в самому типі протильодового захисту, недостатня оснащеність будівництва. Відновлення цього мосту вимагало великих фінансових витрат і зберігало основні конструктивні недоліки, що означало і ризик повторення льодової аварії. У зв'язку з чим, відновлювати міст не стали, урядова комісія рекомендувала розібрати міст і збудувати новий, що і було закріплено в постанові ДКО від 31 травня 1945 року.
Залишки опор заважали судноплавству багато років. Ще у 1968 році тривала ліквідація в районі Керч-Єнікальського судноплавного каналу залишків опор, що збереглися.

## Конструкція мосту
Починаючи від коси Чушки кілометровою кам'яною дамбою, міст перетинав протоку і виходив на низовинний берег Єнікальського півострова між мисом Небезпечне та селищем Жуківка. У конструкції моста використовувалися палі завдовжки до 30 м, довжина моста склала 4,5 км, ширина — близько 3 метрів, він мав 111 однотипних прольотів по 27,3 м, два розвідні прольоти по 27 м і два розвідні прольоти завдовжки 55 м. Розвідні прольоти були виконані поворотними — пролітна будова, що поверталася на середній опорі, перекривала відразу два судноплавні прольоти. Естакади біля берега та греблі склали повну довжину мостового переходу. Одночасно споруджувалися залізничні підходи до мосту: від станції Сінної на Кавказькому березі та заводу імені Войкова на Кримському березі.
На конструкцію мосту вплинув матеріал: для прольотних будов та пальових опор використовували трофейний метал, поспіхом відступу залишений гітлерівцями, які намагалися будувати автомобільний міст.
У комплекс будівництва також входило спорудження підходів: з боку Кавказу від станції Сінна до станції Кавказ та з боку Криму ділянку Крим — Керч. Перший мав довжину 46, другий — 18 км.

## Нова переправа
Незабаром після руйнування мосту почалося опрацювання варіантів будівництва нової переправи. Був запроєктований висоководний двоярусний міст на дві залізничні колії та дві смуги для автотранспорту від Єнікале до коси Чушка довжиною 6 км та вартістю спорудження 850 млн рублів. Висота підмостового габариту на судноплавному прольоті передбачалася 40 м, максимальна глибина занурення паль — 55 м. Схема моста: 3×55 м + 8×110 м + 8×220 м + 8×110 м + 25×55 м. На підготовчих роботах зі спорудження мосту у 1947—1948 роках було витрачено 24 млн рублів. Крім іншого, була споруджена дослідна опора на палях глибокого закладання (43 м). У 1949 році на будівництві працювало 1200 осіб, додатково на будівництво виділялося 50 млн рублів. У тому ж році Рада міністрів СРСР ухвалила рішення про будівництво постійного суміщеного залізнично-автомобільного мосту. У 1950 році будівництво моста було припинено і замість нього почалося спорудження поромної переправи.
З цього часу ідея мосту через Керченську протоку була, по суті, на десятиліття «відкладена на далеку полицю»: хоча пропозиції щодо спорудження сухопутного транспортного переходу в тому чи іншому вигляді висувалися і надалі, далі проєктів справа не дійшла, а поромна переправа залишалася єдиним засобом автомобільного та залізничного сполучення через Керченську протоку як у подальші роки існування СРСР, так і після його розпаду.
Анексія Криму у березні 2014 року, не була визнана Україною та більшою частиною міжнародної спільноти, поставила під загрозу стабільність транспортного сполучення РФ з тимчасово окупованою територією, оскільки Україна залишалася єдиною державою, яка на той час мала сухопутний зв'язок із Кримом, і мала ізолювати непідконтрольну територію шляхом перекриття життєво важливих транспортних шляхів, а функціонування Керченської переправи сильно залежало від погодних умов. У цій ситуації керівництво РФ ухвалило рішення про створення нового транспортного переходу — Кримського мосту, яке було завершено у 2019 році.